# Tropidolaemus philippensis
Tropidolaemus wagleri là một loài rắn trong họ Rắn lục. Loài này được Gray mô tả khoa học đầu tiên năm 1842.

## Hình ảnh

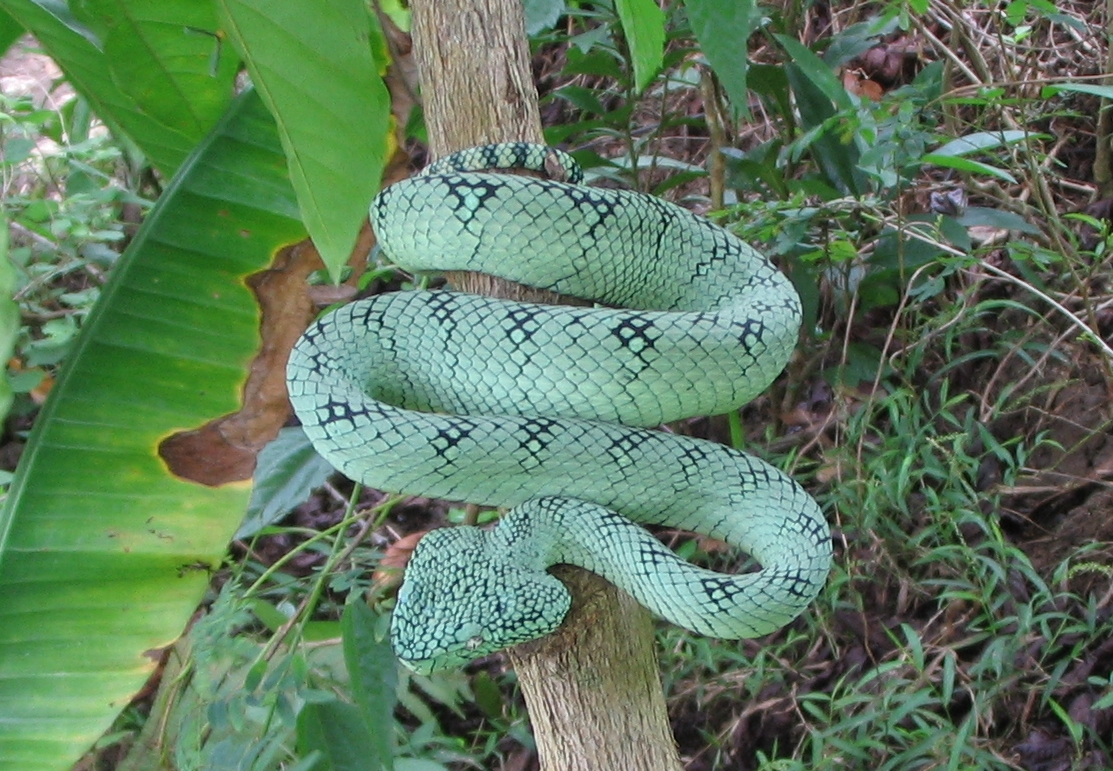
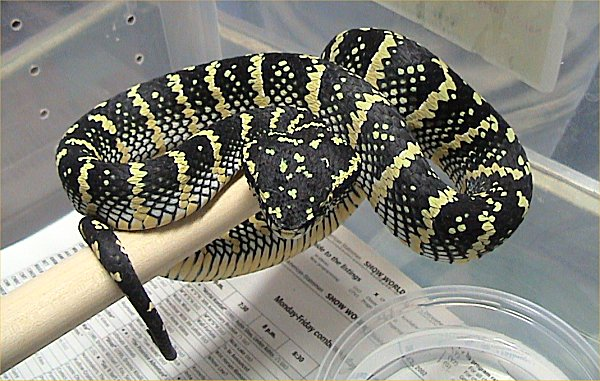